# Mücheln (Adelsgeschlecht)

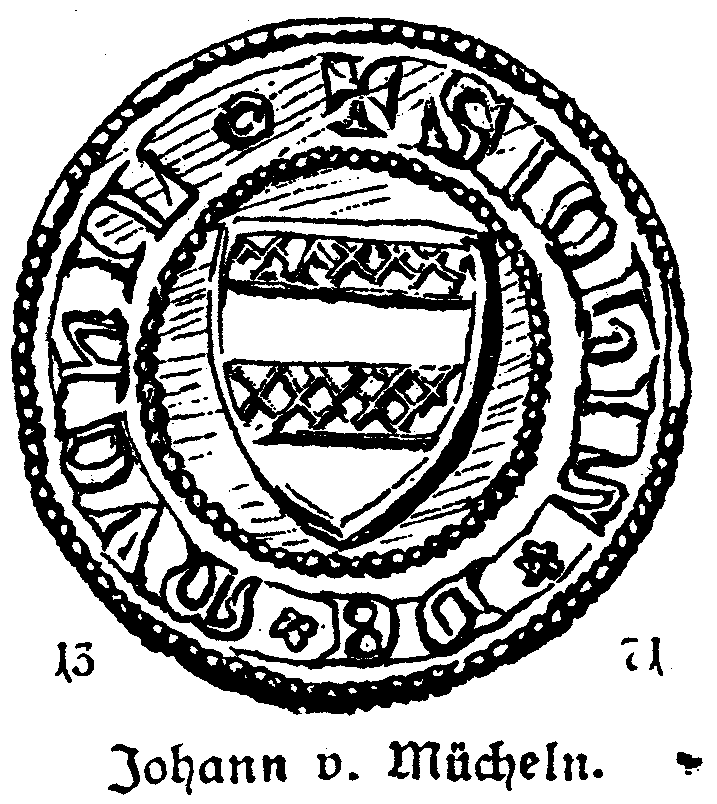
Wappen derer von Mücheln im Geiseltal

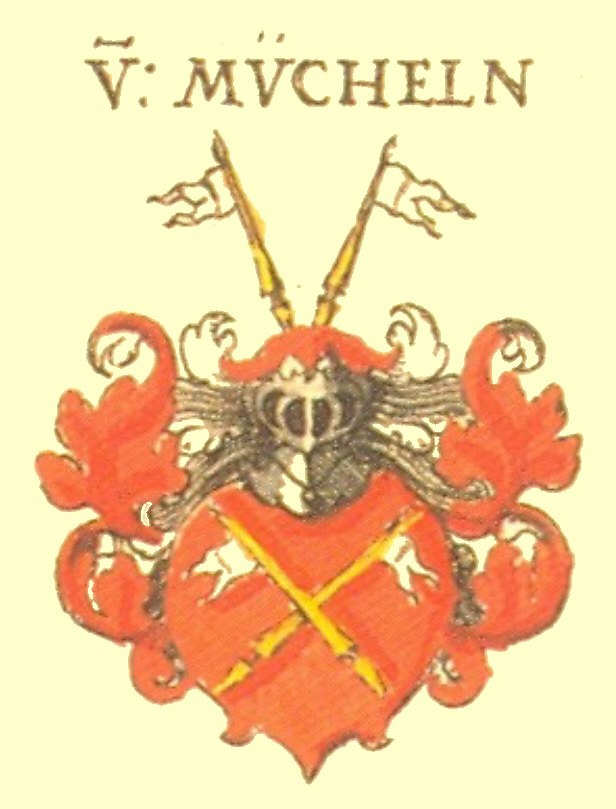
Wappen derer von Mücheln (Wettin) in Siebmachers Wappenbuch (1605)

Die Adelsfamilie von Mücheln war ein altes und mächtiges, im 15. Jahrhundert erloschenes Burgmannen- und bambergisches Vasallengeschlecht im Stifte Merseburg, welches sich nach dem gleichnamigen Orte Mücheln im Amte Freyburg benannte. 

## Geschichte
Erstmals wurden 1144  Anno, Bucco, Isenhart, Adelbrecht und Adalbrecht de Muchil, am 8. August 1162 Otto de Mochile/Muchil, 1190 Albrecht de Muchele und 1194 Albertus de Můchele urkundlich genannt. In einer Urkunde Kaiser Heinrichs VI. von 1194 erscheinen in der Zeugenliste nach dem Bamberger Dompropst Timo bei den Laien auch Heinrich und Friedrich von Mücheln, in einer Urkunde der verwitweten Markgräfin Hedwig von 1197 erscheint unter den Zeugen auch Anno de Muchele.  
Der Dekan des Bamberger Domkapitels Gundeloh bestimmt um 1221 als einzigen Laien einen F(ridericus) de Muchil zu einem seiner vier Erben.  
1236 heiratete ein Heinz von Muchel (Henricus de Muchile) die Lukardis von Steudnitz, Enkelin des Walther von Vargula, Ritter und Schenk des Landgrafen Ludwig, einer der Edelherren, welche die ungarische Königstochter Elisabeth 1211 von Ungarn an den Thüringer Landgrafenhof begleiteten. Es ist der gleiche Heinrich von Muchele, welcher Mitte des 13. Jahrhunderts als Burgmann auf der Rudelsburg aufgeführt wird. Eine Urkunde aus dem Jahre 1239 beweist, dass der Bischof von Bamberg die Herren von Mücheln als seine Dienstmannen bezeichnete. Seit dem 13. und im 14. Jahrhundert finden sich Angehörige des Geschlechts derer von Mücheln als Geistliche der Domstifte zu Merseburg und Naumburg. Ob sie mit den Knuth mehr als wappenverwandt waren, ist nicht geklärt. Zumindest werden die v. Mücheln eher als die Knutonen erwähnt. 
Zeitweilig nennen sich Vertreter der Sippe auch Herren von Scheidungen (Burgscheidungen und Kirchscheidungen). Ihre Güter und Sitze hatte die Familie auf der Burg Mücheln, auf der Wasserburg in St. Ulrich, und in Albersrode, Burkersrode, Baumersrode, Schnellrode, Steigra, Ochlitz, Langeneichstedt, Zöbigker. 
Ob die im 18. Jahrhundert genannten Hans Adam Victor von Mücheln, preußischer Major, und Ernst Heinrich von Mücheln, preußischer Fähnrich a. D., zu dieser Familie gehören, ist nicht gesichert. 

## Wappen
Die Siegel des Johann (1371) und des Thieme von Scheidingen zu Mücheln (1368/79) zeigen vermutlich das Stammwappen der Familie: dreifach von schwarz und weiß geteilt. Das ältere Siegel des Thimo von Mücheln, sonst von Scheidingen genannt (1367/68): gespalten, vorn mit Balken, hinten dreifach geteilt. 
Sie sind nicht zu verwechseln mit dem gleichnamigen uradligen Geschlecht aus Mücheln bei Wettin, welches im Erzstift Magdeburg namentlich im Saalekreis (Schwertz und Soolgüter in Halle (Saale)), aber auch im sächsischen Kurkreis (Rittergüter zu Gräfenhainichen und Roitzsch) begütert war. Deren Wappen enthält zwei im roten Schild ins Andreaskreuz gelegte goldene Turnierlanzen mit spitzigen herabhängenden weißen Fähnlein oder einfach nur zwei gekreuzte Fähnlein. Auf dem Helm die Helm die Schildfigur. Die Decken sind Rot und Weiß. Ein großes prächtiges hölzernes Totenschild für Joh. Ernst von Mücheln (1657–1692) sowie eine sandsteinerne Grabplatte für Margaretha geb. von Mücheln in der Kirche Gräfenhainichen weisen die Wappen der Familie auf.